# NGC 7051
NGC 7051 is een spiraalvormig sterrenstelsel in het sterrenbeeld Waterman. Het hemelobject werd op 30 juli 1827 ontdekt door de Britse astronoom John Herschel.

## Synoniemen
- MCG -2-54-4
- IRAS 21171-0859
- PGC 66566